# 長嶺ヤス子
長嶺 ヤス子（ながみね やすこ、昭和11年（1936年）2月13日  - ）は、日本の舞踏家、ダンサー。福島県会津若松市出身。

## 来歴

### フラメンコダンサーとして
昭和30年（1955年）スペイン舞踊を習い始める。昭和35年（1960年）青山学院大学を中退し、スペインに渡る。マドリッドでダンスを学び、フラメンコに触れる。しかし、当初は、日本人学生として好意的に受け止められていたが、プロのダンサーとして活動を始める中で苦闘する。たまたま、アドバイスがあって裸足でフラメンコを踊る。この裸足での舞踏がフラメンコの原型の再現ということで現地で絶賛される。
昭和50年（1975年）、 「イグナシオ・サンチェス・メヒーアスへの哀歌」で文化庁芸術祭優秀賞、舞踏評論家協会賞を受賞する。昭和52年（1977年）公演の「サロメ」でゴールデン・アロー賞を受賞する。その後、スペインと日本で活動するが、恋愛面とプロデュース面で折り合いがつかなくなり、日本に帰国する。

### 日本回帰
帰国後、フラメンコ以上に長嶺が取り付かれたのが、長唄、三味線などの古来からの日本の音楽である。特に「娘道成寺」を聞いて心を深く揺さぶられ、間を得るため1000回レコードを聴いたといわれる。
昭和55年（1980年）、「道成寺」を上演。古典と現代舞踊の融合・復活を絶賛され、同年文化庁芸術祭大賞を受賞。昭和57年（1982年）、「道成寺」ニューヨーク公演。連日、大入りでアメリカでもダンサーとして高い評価を得た。

### 猫が足を引っ張る
しかし、このニューヨーク公演によって長嶺は深い虚無に取り付かれることとなった。リンカーンセンター公演を前にしての金策、公演後の借金、公演中の観客の熱狂に対する日米の落差などが長嶺の心に虚無を生んだ。長嶺は、ニューヨーク公演以前は、舞台に立つ直前は緊張にとらわれていたが、ニューヨーク公演を境に舞台前でも良く言えば平常心、悪く言えば緊張感が無くなってしまったと自身が告白している。
そんな長嶺を虚無から救ったのが、猫である。昭和55年（1980年）長嶺は車で猫を轢いてしまう。長嶺は、以後、捨て猫、捨て犬を拾って育てるようになり、その数は猫150から160匹、犬15から20匹と言われる。これらの犬猫の養育に時間を取られることが、マスコミをして「猫が足を引っ張る」といわれ、批判、批評の的ともなったが、一方、長嶺にとっては生き物を通して改めて命を見つめる機会ともなっていった。
昭和58年（1983年）、空海入寂1150周年を機に、僧侶の読経による舞踊を企画する。これが「曼荼羅」で知り合いの僧侶の協力により、初演では83名の僧侶による声明（しょうみょう）を背景に、人間の業と救済をテーマに舞台を展開した。翌昭和59年（1984年）、「曼荼羅」ニューヨーク公演。僧侶50名の協力を得て、舞台を演じて大反響を得た。
その後も「安達ヶ原」、「浮世風呂」など日本の古典に着想を得た作品を発表していたが、昭和63年（1988年） 「ある恋の物語」で創作フラメンコを再開し、以降も活動している。
また、平成7年（1995年）から知り合いの画商の勧めで油彩を描き始め、毎年個展を開いている。 
平成13年（2001年）紫綬褒章受章。

## テレビ出演
- 人魚亭異聞 無法街の素浪人 第20話「死の砦の決闘」（1976年、NET）
- 課外授業 ようこそ先輩（2013年10月25日、NHK総合）

## ドキュメンタリー
- 長嶺ヤス子 裸足のフラメンコ

2013年3月23日公開のドキュメンタリー映画。監督は大宮浩一。